# Arrowhead Game Studios
Arrowhead Game Studios AB es una empresa sueca de desarrollo de videojuegos, fundada en 2008 por unos estudiantes de la Universidad Tecnológica de Luleå .

## Historia
Mientras estudiaban en la ciudad Luleå en Suecia del Norte, Johan Pilestedt y Emil Englund lideraron el desarrollo de Magicka, el primer juego del Estudio Arrowhead. El Cual ganó el premio al Juego del Año en los Swedish Game Awards del 2008.    En el 2009, se firmó un contrato con la distribuidora y desarrolladora Paradox Interactive, lo que permitió el lanzamiento masivo del juego en 2011.
Tras el lanzamiento del luego Magicka, Arrowhead planeó más juegos, con la intención de prohibir el cansancio de los desarrolladores, el conocido en inglés como "Crunch" .  Del año 2011 a 2012, la compañía trasladó su sede a la ciudad de Estocolmo.  En 2013, se lanzó el juego The Showdown Effect, el cual es un juego de acción multijugador en el plano poco explorado de 2.5D, que está inspirado en las películas de acción de los años 80 y 90, y fue publicado por Paradox Interactive, y luego también el juego Gauntlet, un juego de mazmorras cooperativo, que fue publicado por WB Games. En 2015, se lanzó el luego Helldivers, uno de los mejores shooters que hizo la empresa, el cual fue publicado por Sony Computer Entertainment⁣; y una secuela se lanzó en 2024, el famoso, Helldivers 2 también por SIE.
El 22 de mayo de 2024, Pilestedt anunció que se había convertido en el director creativo de Arrowhead para poder dedicarse por completo al desarrollo de videojuegos. Fue reemplazado como director ejecutivo por Shams Jorjani, un antiguo socio comercial. 
| Año  | Título              | Género(s)                                | Editor(es)          | Plataforma(s)                 | Ref   |
| ---- | ------------------- | ---------------------------------------- | ------------------- | ----------------------------- | ----- |
| 2011 | Magicka             | Acción y aventura                        | Paradox Interactive | Windows                       |       |
| 2013 | The Showdown Effect | Acción                                   | Paradox Interactive | Windows, OS X                 |       |
| 2014 | Gauntlet            | Hack and slash, exploración de mazmorras | WB Games            | Windows, PS4                  | [ 5 ] |
| 2015 | Helldivers          | Shooter en tercera persona               | Sony Interactive    | Windows, PS3, PS4, PS Vita    |       |
| 2024 | Helldivers 2        | Shooter en tercera persona               | Sony Interactive    | Windows, PS5, Xbox Series X/S | [ 6 ] |